# Revolutions per Minute (album)
« Revolutions per Minute » redirige ici.  Pour les autres significations, voir Tour par minute.
Albums de Rise Against
The Unraveling
(2001) Siren Song of the Counter Culture
(2004)
Revolutions per Minute est un album du groupe Rise Against mit en vente le 8 avril 2003 par le label Fat Wreck Chords. L'album contient les singles Heaven Knows et Like The Angel.
L'album a également été tiré en vinyle à quelques exemplaires, qui ne sont maintenant plus produits. Ce fut le dernier album du groupe sous le label Fat Wreck Chords: ils signèrent ensuite avec Geffen Records (voir l'article Rise Against pour plus de précisions) qui produisit leur album suivant, Siren Song of the Counter Culture en 2004.

## Thèmes de l'album
Les chansons traitent encore des problèmes sociaux et politiques que rencontrent la société actuelle comme dans l'album précédent, The Unraveling, mais certains titres sont des introspectives sur la nature des relations humaines.

## Pistes de l'album
Tous les textes sont écrits par les membres de Rise Against.
Les chansons sont au nombre de douze:
1. Black Masks and Gasoline – 3:00
2. Heaven Knows – 3:23
3. Dead Ringer – 1:31
4. Halfway There – 3:41
5. Like the Angel – 2:46
6. Voices Off Camera: – 2:17
7. Blood Red, White, and Blue – 3:38
8. Broken English – 3:25
9. Last Chance Blueprint – 2:14
10. To the Core – 1:33
11. Torches – 3:41
12. Amber Changing – 2:52

- À noter, la présence d'une treizième piste cachée, nommée Any Way You Want It.